# Alan Mollohan
Alan Bowlby Mollohan (ur. 14 maja 1943) – amerykański polityk, członek Partii Demokratycznej. Od 1983 roku jest przedstawicielem pierwszego okręgu wyborczego w Wirginii Zachodniej w Izbie Reprezentantów Stanów Zjednoczonych.
Wcześniej tę funkcję piastował jego ojciec, Robert Homer Mollohan.